# Erol Sander
Erol Sander, pseudonimo di Urçun Salihoğlu (Istanbul, 9 novembre 1968), è un attore e modello turco naturalizzato tedesco.

## Biografia
Nato in Turchia, Urçun Salihoğlu si trasferì da bambino a Monaco di Baviera. Dopo gli studi in economia e scienze politiche, all'inizio degli anni novanta trovò lavoro come modello e lavorò per molti stilisti europei fra cui Dior, Armani e Dolce & Gabbana. A Parigi conobbe Caroline Godet, nipote del regista Oliver Stone, che sposò nel 2000 e con la quale ebbe due figli.
Dopo aver preso lezioni di recitazione, adottò lo pseudonimo Erol Sander poiché il suo vero nome era considerato troppo difficile da pronunciare; nella scelta del nome d'arte, si ispirò all'attore Errol Flynn e alla stilista Jil Sander.
Sander cominciò a lavorare come attore in alcune serie televisive a partire dal 1996, poi ottenne alcuni ruoli cinematografici e teatrali. Durante la sua carriera, Sander è stato soprattutto protagonista di commedie sentimentali e romantiche. In Italia è noto specialmente per uno dei suoi primi ruoli televisivi, quello dello Scià di Persia Mohammad Reza Pahlavi nella fiction Soraya.
Dal 2008 è il protagonista della serie televisiva poliziesca Squadra Omicidi Istanbul. Inoltre è stato protagonista per diversi anni della serie di film TV La clinica tra i monti, dove interpretava il medico Daniel Guth.

## Filmografia

### Cinema
- Alexander, regia di Oliver Stone (2004)

### Televisione

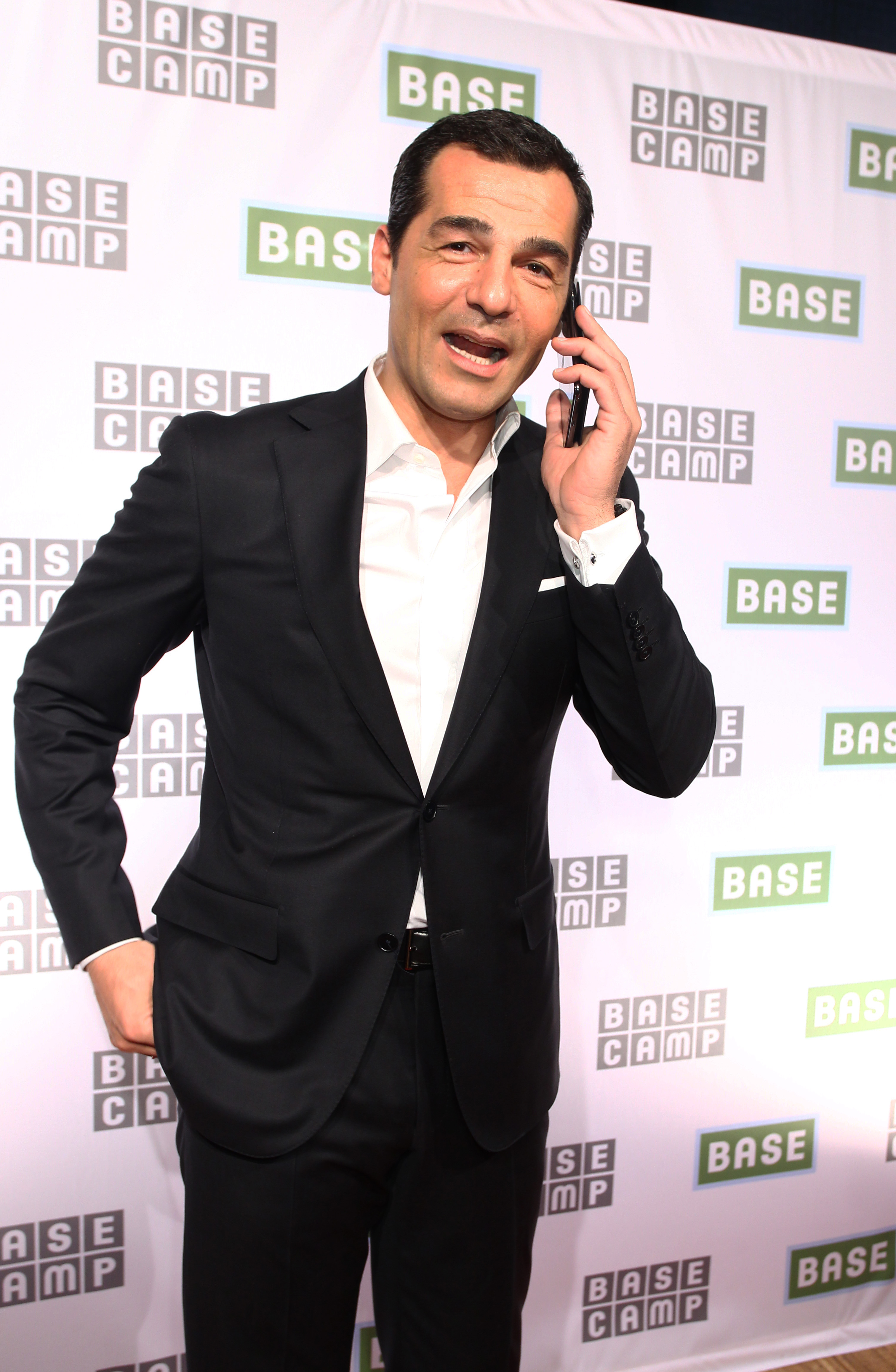
Erol Sander nel 2012

- Appartamento per due - serie TV, (1996)
- Paradis d'enfer - serie TV, (1997)
- Sinan Toprak ist der Unbestechliche - serie TV, (1999-2001)
- Jetzt bringen wir unsere Männer um - film TV, (2001)
- San Giovanni - L'apocalisse - film TV, (2002)
- Betty - Schön wie der Tod - film TV, (2002)
- Spurlos - Ein Baby verschwindet - film TV, (2003)
- Für immer verloren - film TV, (2003)
- Soraya - miniserie TV, (2003)
- Mein Mann, mein Leben und Du - film TV, (2003)
- Rosamunde Pilcher: Federn im Wind - film TV, (2004)
- SOKO - Misteri tra le montagne (SOKO Kitzbühel) - serie TV, (2004)
- Saniyes Lust - film TV, (2004)
- Tausendmal berührt - film TV, (2004)
- Wenn der Vater mit dem Sohne - film TV, (2005)
- Paradiso rubato - miniserie TV, (2005)
- Die Liebe eines Priesters - film TV, (2005)
- Wen die Liebe trifft... - film TV, (2005)
- Inga Lindstrom - Un'accusa infamante - film TV, (2005)
- Andersrum - film TV, (2005)
- Dream Hotel - serie TV, (2006)
- Und ich lieb dich doch! - film TV, (2006)
- La clinica tra i monti - Il ritorno del Dr. Daniel - film TV (2006) - Ruolo: Dr. Daniel Guth
- Im Himmel schreibt man Liebe anders – film TV, (2006)
- Lilly Schönauer - Sulle ali dell'amore - film TV, (2006)
- La magia dell'arcobaleno (Der Zauber des Regenbogens), regia di Dagmar Damek – film TV, (2006)
- La valle delle rose selvatiche - Sorgente d'amore - film TV, (2007)
- Un grande amore a Cuba - film TV, (2007)
- La clinica tra i monti - I sentimenti del cuore - film TV, (2007)
- Pompei, ieri, oggi, domani - miniserie TV, (2007)
- Karl-May-Spiele: Winnetou I - film TV, (2007)
- Der Zauber des Regenbogens - film TV, (2007)
- Essenze d'amore (Die Rosenkönigin), regia di Peter Weck – film TV, (2007)
- Die Blüten der Sehnsucht - film TV (2007)
- Amori e bugie – film TV, (2008)
- La clinica tra i monti - Caduta dalle nuvole - film TV, (2008)
- Amore sotto il segno del drago - film TV, (2008)
- Squadra Omicidi Istanbul - serie TV, (2008-in corso)
- Alle Sehnsucht dieser Erde - film TV, (2009)
- Tatort - serie TV, (2009)
- La clinica tra i monti - Una scelta pericolosa - film TV, (2009)
- Omicidi nell'alta società - serie TV, (2010)
- La clinica tra i monti: ritorno alla vita - film TV, (2010)
- Halbblut - Karl-May-Spiele Bad Segeberg 2010 - film TV, (2010)
- Die Liebe kommt mit dem Christkind - film TV, (2010)
- Innamorarsi a Marrakesh - film TV, (2011)
- La clinica tra i monti: un'emergenza per il dott. Daniel - film TV, (2011)
- Il richiamo dell'Africa - film TV, (2012)
- Flemming - serie TV, (2012)

## Doppiatori italiani
Nelle versioni in italiano dei suoi film, Erol Sander è stato doppiato da:
- Francesco Prando: Innamorarsi a Marrakesh, Squadra Omicidi Istanbul, Il richiamo dell'Africa
- Angelo Maggi: Inga Lindstrom - Un'accusa infamante
- Massimo De Ambrosis: San Giovanni - L'apocalisse
- Roberto Certomà: Omicidi dell'alta società
- Fabio Boccanera: Dream Hotel